# Лугове (Чернігівський район)
Лугове́ — село в Україні, у Березнянській селищній громаді Чернігівського району Чернігівської області. Населення становить 147 осіб. До 2020 року орган місцевого самоврядування — Сахнівська сільська рада.

## Географія
Село Лугове розташоване за 53 км від обласного центру та за 18 км від адміністративного центру селищної громади.

## Історія
Село засноване у 1924 році.
12 червня 2020 року, відповідно із розпорядженням Кабінету Міністрів України № 730-р «Про визначення адміністративних центрів та затвердження територій територіальних громад Чернігівської області», Сахнівська сільська рада об'єднана з Березнянською селищною громадою Менського району.
17 липня 2020 року, в результаті адміністративно-територіальної реформи та ліквідації Менського району, село увійшло до складу новоутвореного Чернігівського району.